# Brunegghorn
Le Brunegghorn, culminant à 3 833 m, est un sommet des Alpes suisses, dans le canton du Valais, sur la ligne de crête d'orientation nord-sud entre la vallée de Zermatt et le val de Tourtemagne.

## Toponymie
Le nom du Brunegghorn provient du lieu-dit Bruneggen situé en contrebas à l'est. « Bruneggen » est une pente abrupte, orientée au sud et, de ce fait, sèche et brune.

## Géographie
Le Brunegghorn se trouve au nord-est du Bishorn, premier quatre mille de la « Couronne impériale » dont il est séparé par le Bisjoch. Il présente trois arêtes (sud-ouest, nord-ouest et nord-est) et trois flancs (ouest, nord-nord-est et sud-est). L'arête nord-ouest du Brunegghorn s'abaisse pour atteindre le Bruneggjoch qui le sépare du Schöllihorn (3 499 mètres).
Le flanc sud-est, appelé Freiwäng, est constitué de rocher de mauvaise qualité. Les deux autres faces sont couvertes par les glaciers Brunegggletscher et du Abberggletscher.
Pyramide élancée de neige et glace, il forme un puissant triptyque avec le Bishorn et le Weisshorn.

## Premières ascensions
- 1853 : première ascension par le versant ouest et l'arête sud-ouest : Joseph Tantignoni, Franz Tantignoni et Hyeronimus Brantschen[3].
- 1865 : arête sud-ouest le 19 septembre par Gerard Francis Cobb, William Donaldson Rawlins, Richard Baxton Townsend, Antoine Clément et François Devouassoud[3].
- 1901 : versant sud-est et arête nord-est le 23 juillet par Ludwig Becker, Clémens Perren et Fridolin Perren[3].
- 1926 : versant ouest le 27 juillet par Émile-Robert Blanchet et Kaspar Mooser[3].

## Alpinisme - accès
- Topalihütte (cabane Topali) du Club alpin suisse à une altitude de 2 674 mètres[4].
- Turtmannhütte (cabane de Tourtemagne) du Club alpin suisse à une altitude de 2 519 m [4].